# خشونت علیه روسپی‌ها
خشونت علیه روسپی‌ها (انگلیسی: Violence against prostitutes) در سرتاسر جهان هم از طریق جسمی و هم از طریق روانی رخ می‌دهد. قربانیان عمدتاً زنان هستند. در موارد شدید، اعمال خشونت آمیز منجر به قتل آنها در هنگام حضور در محل کارشان شده‌است.

## گستره
زنان شاغل در روسپیگری نسبت به جمعیت عمومی زنان، سطوح بالاتری از خشونت علیه خود را تجربه می‌کنند. مطالعه‌ای طولانی مدت که در سال ۲۰۰۴ منتشر شد، میزان قتل زنان روسپی فعال را که از سال ۱۹۶۷ تا ۱۹۹۹ در کلرادو اسپرینگز کار کرده بودند، ۲۰۴ مورد در هر ۱۰۰۰۰۰ نفر در سال تخمین زد.  تقریباً همه ۱۹۶۹ زن حاضر در این مطالعه روسپی‌های خیابانی بودند. تنها ۱۲۶ نفر در سالن‌های ماساژ کار می‌کردند و بیشتر این زنان در خیابان‌ها نیز تن‌فروشی می‌کردند.
اگرچه روسپی‌های کلرادو اسپرینگز از نظر گستره و تعداد شرکای جنسی نماینده همه روسپی‌های ایالات متحده به نظر می‌رسید، و در حالی که آنها به عنوان روسپی کار می‌کردند، در بسیاری از نقاط کشور، روسپی‌ها در جاهای دیگر ممکن است میزان مرگ و میر و مشخصات متفاوتی داشته باشند.  این امار قتل به‌طور قابل توجهی بیشتر از مشاغل خطرناک بعدی در ایالات متحده در طول دهه ۱۹۸۰ است (۴ مورد در هر ۱۰۰۰۰۰ نفر برای کارگران زن مشروب فروشی و ۲۹ مورد در هر ۱۰۰۰۰۰ نفر برای رانندگان تاکسی مرد). 
گستره خشونت علیه زنان تن‌فروش بسته به مکان متفاوت است. مطالعه ای بر روی زنان و دختران تن‌فروش در ونکوور، بریتیش کلمبیا، کانادا بالای ۱۴ سال که از مواد غیرقانونی غیر از ماری جوانا استفاده می‌کردند، نشان داد که ۵۷ درصد از روسپی‌ها در یک دوره ۱۸ ماهه نوعی خشونت مبتنی بر جنسی را تجربه کرده‌اند.
مطالعه‌ای روی ۱۰۰۰ زن روسپی (هم‌سوجنسی و تراجنسیتی) در پنوم پن، کامبوج، نشان داد که ۹۳ درصد از زنان مورد بررسی در سال گذشته قربانی تجاوز جنسی شده‌اند.

## انواع خشونت

### فیزیکی
خشونت فیزیکی توسط سازمان جهانی بهداشت به عنوان «استفاده عمدی از نیروی فیزیکی یا قدرت، تهدید شده یا واقعی، علیه خود، شخص دیگر، یا علیه یک گروه یا جامعه، که منجر به جراحت یا احتمال زیاد آسیب می‌شود، تعریف شده‌است.».
خشونت فیزیکی معمولاً توسط روسپی‌های خارج از منزل تجربه می‌شود و در یک مطالعه، ۴۷ درصد از روسپی‌هایی که در فضای باز کار می‌کنند، لگد، مشت یا سیلی را گزارش کرده‌اند. در مطالعه‌ای روی روسپی‌هایی که در سانفرانسیسکو کار می‌کردند، ۸۲ درصد از شرکت‌کنندگان در آن مطالعه گزارش دادند که از زمان ورود به تن‌فروشی، نوعی خشونت فیزیکی را تجربه کرده‌اند که ۵۵ درصد از این تجاوزها توسط مشتری انجام شده‌است.
مطالعه‌ای متفاوت نشان داد که ۷۴٪ از کارگران جنسی در طول زندگی خود نوعی سوء استفاده فیزیکی را تجربه کرده‌اند. اجماع کلی در میان اکثر مطالعات در مورد خشونت علیه روسپی‌ها این است که میزان خشونت فیزیکی علیه روسپی‌ها بسیار بالا است، به ویژه در میان زنانی که نسبت به همتایان مرد خود میزان خشونت فیزیکی بیشتری را تجربه می‌کنند.

### روانی
Psychological abuse، که به آن آزار روانی یا سوء استفاده عاطفی نیز گفته می‌شود، فرد را در معرض رفتاری از جمله اضطراب، کج‌خلقی، یا اختلال اضطراب پس از سانحه (PTSD) قرار می‌دهد که ممکن است منجر به آسیب روانی شود.
صندوق جمعیت سازمان ملل متحد می‌گوید که این نوع خشونت «شامل مواردی چون (تنها محدود به این موارد نمی‌شود)، توهین کردن (مثلاً نام‌های تحقیرآمیز) یا ایجاد احساس بد نسبت به خود، تحقیر یا تحقیر شدن در مقابل دیگران، تهدید به ضرر حضانت فرزندان، محصور شدن یا منزوی شدن از خانواده یا دوستان، تهدید به آسیب رساندن به خود یا کسی که به او اهمیت می‌دهد، فریادهای مکرر، ایجاد ترس از طریق کلمات یا حرکات ترسناک، کنترل رفتار، و از بین بردن دارایی‌ها می‌شود.»
انواع خاصی از آزار روانی یا عاطفی مانند محرومیت از نیازهای اولیه، مصرف اجباری مواد مخدر یا الکل، و دستگیر شدن به دلیل حمل کاندوم وجود دارد که کارگران جنسی بیشتر مستعد آن هستند.
زنانی روسپی به ویژه در برابر آزار روانی، به ویژه آزار کلامی آسیب‌پذیر هستند، زیرا بسیاری از مشتریان و سایر اعضای جامعه آنها را به عنوان «فاحشه» یا به‌طور کلی زنان نامطلوب می‌بینند. اغلب آزار کلامی یا در حین ارائه خدمات یا پس از ارائه آن و عدم رضایت مشتری رخ می‌دهد. در هر دو این موارد، آزار کلامی می‌تواند پیش‌درآمدی برای خشونت جنسی از سوی مشتری باشد. در یک مطالعه، ۷۸ درصد از کارگران جنسی گزارش دادند که در طول زندگی خود آزار عاطفی یا روانی را تجربه کرده‌اند.

### جنسی
خشونت جنسی، هرگونه عمل جنسی یا تلاش برای به دست آوردن یک عمل جنسی از طریق خشونت یا اجبار یا پیشرفت‌های جنسی ناخواسته، اعمالی برای قاچاق شخصی یا اعمالی است که علیه تمایلات جنسی یک فرد، صرف نظر از رابطه با قربانی، انجام می‌شود.
خطرات سوء استفاده جنسی به‌طور کلی کمتر از خطرات سوء استفاده فیزیکی است. به استثنای روسپی‌های خانگی که میزان تجاوز یا اقدام به تجاوز جنسی را بیشتر از هر نوع خشونت فیزیکی گزارش می‌کنند. در یک مطالعه، ۴۴ درصد از کارگران جنسی گزارش کردند که در طول زندگی خود آزار جنسی را تجربه کرده‌اند.
نرخ تجاوز و آزار جنسی در میان زنان (از جمله زنان تراجنسیتی) بیشتر از مردان است. یک مطالعه نشان می‌دهد ۶۸ درصد از پاسخ‌دهندگان از زمان ورود به تن‌فروشی مورد تجاوز جنسی قرار گرفته‌اند. این سطوح بالای خشونت جنسی که کارگران جنسی متحمل می‌شوند، اثرات بسیار آسیب زایی بر مردان و زنانی که به عنوان روسپی کار می‌کنند، دارد. سطوح بالای تجاوز جنسی سایر اشکال خشونت جنسی در حین کار به عنوان روسپی با سطوح بالاتر PTSD مرتبط است.

## عاملان
مرتکبین ممکن است مشتریان خشن و دلالان باشند که اغلب از طریق روش‌های مختلف خشونت مانند جنسی، عاطفی و فیزیکی انجام می‌شود. اگرچه دلال‌ها ممکن است مرتکب خشونت علیه کارگران جنسی باشند، در یک مطالعه ۵۳ درصد از کارگران جنسی گزارش می‌دهند که خشونت در دست دلال‌ها یک مشکل بزرگ است، ۳۳ درصد از افراد مصاحبه‌شده در همان مطالعه گزارش دادند که فایده اصلی داشتن یک دلال محافظت در برابر حمله احتمالی است.
به دلیل غیرقانونی بودن کار جنسی در بسیاری از نقاط جهان، کارگران جنسی اغلب مجبورند در مکان‌های ناامن و دورافتاده به مشتریان خدمات ارائه دهند که احتمال کمتری دارد توسط پلیس گرفتار شوند. به دلیل این انزوا، کارگران جنسی در برابر حملات مشتریان خود آسیب پذیرتر می‌شوند. بر اساس مطالعه‌ای که بر روی صد و سی نفر در سانفرانسیسکو به عنوان کارگران جنسی خیابانی کار می‌کردند، ۸۲ درصد مورد تجاوز فیزیکی، ۸۳ درصد تهدید با سلاح و ۶۸ درصد در حین کار به عنوان روسپی مورد تجاوز قرار گرفته‌اند.

### قاتلان زنجیره ای

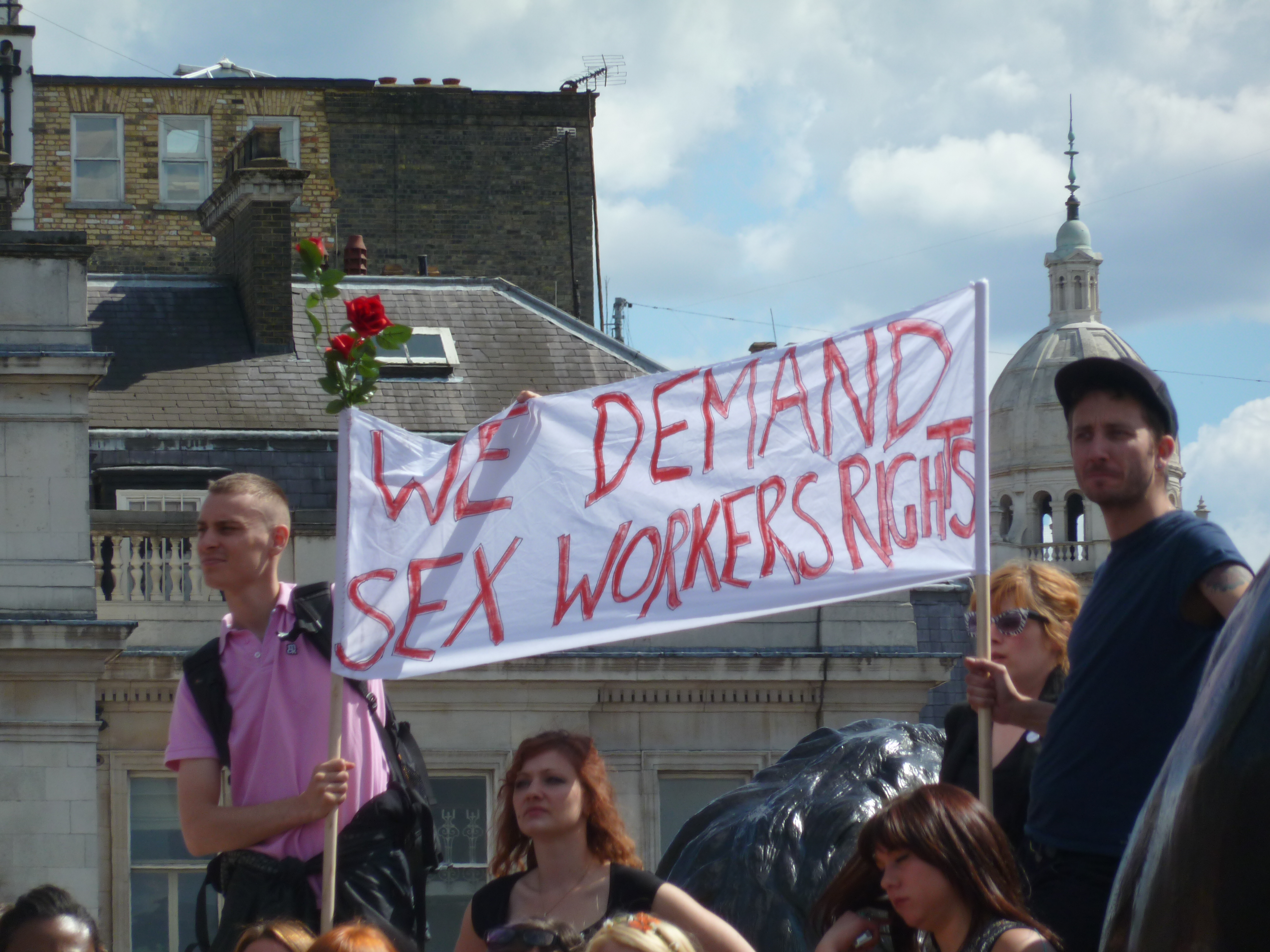
تظاهرات حقوق کارگران جنسی در لندن، ۲۰۱۱

کارگران جنسی (به ویژه آنهایی که به فحشای خیابانی می‌پردازند) نیز گاهی مورد هدف قاتلان زنجیره ای قرار می‌گیرند، که ممکن است آنها را اهداف آسانی در نظر بگیرند و احتمال نادیده گرفتن آنها کمتر است، یا از انگ مذهبی و اجتماعی مرتبط با کارگران جنسی به عنوان توجیهی برای قتل خود استفاده می‌کنند.
قاتل سریالی ناشناس معروف به جک قاتل حداقل پنج کارگر جنسی را در سال ۱۸۸۸ در لندن کشت. با توجه به قتل‌های مکرر روسپی‌ها در آن زمان و مکان، به سختی می‌توان از تعداد کشته شده توسط وی مطمئن شد.

## تلاش برای مبارزه با خشونت
بیشتر تلاش‌ها برای حمایت از روسپی‌ها بر پیشگیری از گسترش ایدز/اچ‌آی‌وی+ در میان جمعیت عمومی متمرکز شده‌است تا اینکه بر این موضوع که برخی از سیاست‌ها چگونه به نفع خود روسپی‌ها می‌شوند. این تمرکز بسیاری از مسائل خشونت را که کارگران جنسی با آن مواجه هستند نادیده گرفته‌است. با این حال، اخیراً تلاش‌هایی برای ریشه کن کردن خشونت علیه روسپی‌ها از منظری وسیع‌تر صورت گرفته‌است. صندوق جمعیت سازمان ملل متحد (UNPF)، در همکاری با چندین سازمان دیگر، توانمندسازی جامعه، به رهبری کارگران جنسی، را به عنوان راهی برای مبارزه با خشونت علیه کارگران جنسی توصیه می‌کند.
این سازمان همچنین از تغییر نگرش برای تلقی کار جنسی به عنوان کار و نه یک فعالیت غیرقانونی حمایت می‌کند. یکی از مسائلی که تلاش‌ها برای جلوگیری از خشونت علیه روسپی‌ها با آن مواجه است این است که میزان گزارش خشونت در میان روسپی‌ها پایین است. مطالعه‌ای روی کارگران زن در هند نشان می‌دهد که ۵۴ درصد از زنان فعال جنسی خشونت انجام شده علیه خود را گزارش نمی‌کنند و تنها ۳۶ درصد تجربیات خود را با سازمان‌های غیردولتی یا یکی از همسالان یا اعضای خانواده در میان گذاشته‌اند.